# Cockfield (Suffolk)
Cockfield ist ein Dorf und eine Verwaltungseinheit im District Babergh in der Grafschaft Suffolk, England. Cockfield ist 27,8 km von Ipswich entfernt. Im Jahr 2022 hatte es eine Bevölkerung von 938. Cockfield wurde 1086 im Domesday Book als Cothefelda erwähnt.